# Grand Balcon (Haute-Savoie)
Pour l’article homonyme, voir Grand Balcon.
Le Grand Balcon est un sentier de randonnée de France situé en Haute-Savoie, dans les aiguilles Rouges. Il relie Planpraz au parc animalier de Merlet par le col du Brévent, le sommet du Brévent et la tête de Bellachat, entre 1 500 et 2 000 mètres d'altitude, dans le prolongement du Grand Balcon Sud,.
Le GR Tour du Mont Blanc, le GRP Tour du Pays du Mont-Blanc, la GTA, le GR 5 et le GR E2 empruntent tout ou partie du Grand Balcon.
En aval, au-dessus de Chamonix, progressent le Petit Balcon et le Petit Balcon Sud, et de l'autre côté de la vallée, sur l'ubac du massif du Mont-Blanc se trouvent le Petit et le Grand Balcon Nord.

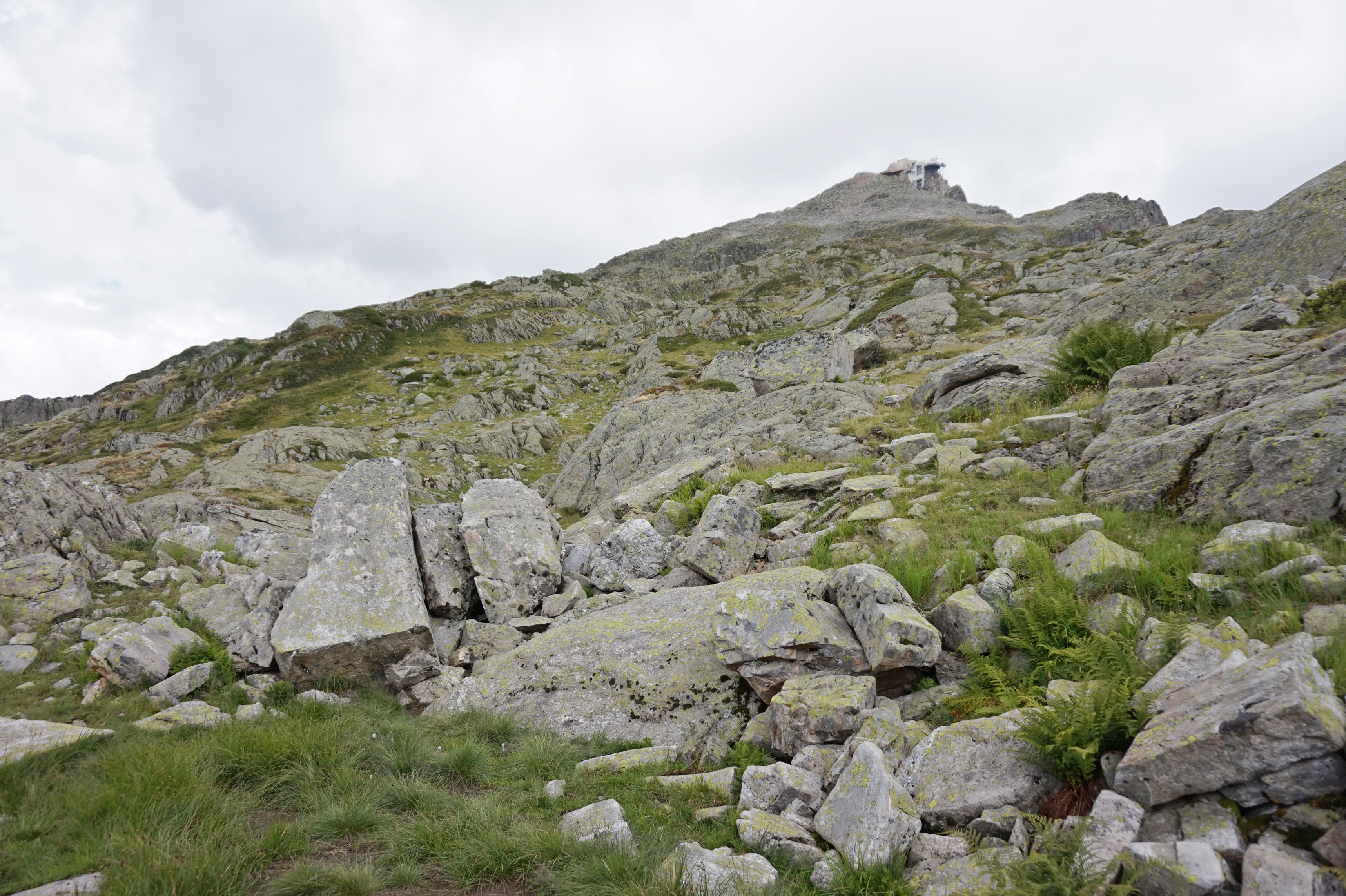
Le Brévent depuis le Grand Balcon au sud.